# غلاديس هانسون
غلاديس هانسون (بالإنجليزية: Gladys Hanson)‏ هي ممثلة أمريكية، ولدت في 5 سبتمبر 1884 بأتلانتا في الولايات المتحدة، وتوفيت بنفس المكان في 23 فبراير 1973.

## وصلات خارجية
- غلاديس هانسون على موقع IMDb (الإنجليزية)
- غلاديس هانسون على موقع قاعدة بيانات برودواي على الإنترنت (الإنجليزية)
- غلاديس هانسون على موقع قاعدة بيانات الفيلم (الإنجليزية)